# Kanton Amiens-7 (Sud-Ouest)
Kanton Amiens-7 (Sud-Ouest) (fr. Canton d'Amiens-7 (Sud-Ouest)) byl francouzský kanton v departementu Somme v regionu Pikardie. Skládal se ze dvou obcí. Zrušen byl po reformě kantonů 2014.

## Obce kantonu
- Amiens (jihozápadní část)
- Pont-de-Metz